# مهرجان دهوك السينمائي الدولي
مهرجان دهوك السينمائي الدولي ويعرف اختصارا (دهوك IFF) (بالكردية: فلمه‌ فێستیڤالا دهوك یا ناڤده‌وله‌تی)‏ هو مهرجان سينمائي سنوي يقام في دهوك بإقليم كردستان العراق. يقدم المهرجان كل عام سينما جديدة ومثيرة من السينما الكردية وخارجها. عقدت النسخة الثامنة من 11 إلى 18 نوفمبر 2021 وركزت على السينما الأفعانية.

## ملخص
يهدف المهرجان إلى عرض الأفلام المبتكرة ذات القيمة الفنية العالية بخط اليد البارز المصنوع في جميع أنحاء العالم. سيكون بمثابة نقطة الذروة لجميع الراغبين في معرفة المزيد عن الاحتمالات التي توفرها المناطق الكردية. يرغب IFF في دهوك في خلق جو من التبادل بين الثقافات المختلفة والقيم الإنسانية. يمكن صنع تجارب أفلام فريدة ويمكن للناس مشاركة تعطشهم للاكتشافات الجديدة وشغف السينما بكل تنوعها.
تتمثل المهمة الرئيسية للمهرجان في بناء جسر بين إنتاج الأفلام الكردية وصناعة الأفلام في جميع أنحاء العالم. والرغبة في في إنشاء منصة إطلاق للأفلام من كردستان، مع أخذ نبض الاتجاهات الجديدة وإتاحة الفرصة لاستكشاف تضاريس تنفتح في صناعة الأفلام المعاصرة. كمهرجان فريد من نوعه في هذه المنطقة، فإنه يفهم نفسه كقوة للمواهب الجديدة ومكان لقاء صانعي الأفلام الصاعدين والقادمين.

## المنظمون
مهرجان دهوك السينمائي الدولي تنظمه وزارة الثقافة والشباب في حكومة إقليم كردستان  المديرية العامة للثقافة والفنون لمدينة دهوك ومديرية السينما في دهوك بالتعاون مع ميتوفيلم برلين.

## برنامج الفيلم
يقدم برنامج Duhok IFF السينمائي الذي نال استحسانًا كبيرًا سينما من جميع أنحاء العالم تشمل مجموعة من الموضوعات المحلية والعالمية.
في عام 2015، عرض مهرجان دهوك الدولي للأفلام مجموعة من 202 فيلم روائي قصير وفيلم وثائقي من جميع أنحاء العالم بما في ذلك العروض الأولى في العالم والعروض الأولى الدولية وسجل المهرجان أعلى نسبة حضور حتى الآن.
كان افتتاح مهرجان 2015 هو تقديم العراق لجوائز الأوسكار على الحجر لشوكت أمين كركي.
الأفلام ، من 47 دولة ، بـ 38 لغة ، امتدت إلى مسابقة دهوك المرموقة والأقسام الشعبية خارج المنافسة ، وجذبت أكثر من 10000 من الحضور.
تم اختيار قائمة هذا العام من بين 600 مشاركة من 113 دولة.

### سينما عالمية
في كل عام، يقدم مهرجان دهوك السينمائي الدولي في قسم السينما العالمية  مجموعة مختارة من الأفلام الروائية والوثائقية والقصيرة من جميع أنحاء العالم. تتضمن هذه الصورة البانورامية لسينما المؤلفين المعاصرة أفلامًا لمواهب شابة جنبًا إلى جنب مع أعمال صانعي أفلام معروفين.
في هذا القسم ، يقبل Duhok IFF الأفلام من الفئات التالية:
1- الأفلام الروائية: ملامح روائية من جميع أنحاء العالم بمدة لا تقل عن 60 دقيقة.
2- الأفلام الوثائقية: أفلام وثائقية من جميع أنحاء العالم بمدة لا تقل عن 60 دقيقة.
3- الأفلام القصيرة: يمكن أن يكون الفيلم ألقصير الذي لا تزيد مدته عن 30 دقيقة روائيًا أو وثائقيًا.

### السينما الكردية
يقدم قسم السينما الكردية  مجموعة مختارة من الأفلام الكردية. طويل ، وثائقي ، وأفلام قصيرة، صنع في منطقة ناطقة باللغة الكردية ( العراق ، إيران ، تركيا ، سوريا ).
في هذا القسم، يقبل Duhok IFF الأفلام من الفئات التالية:
1. أفلام روائية: ملامح روائية من كردستان ( العراق ، إيران ، تركيا ، سوريا ) بمدة لا تقل عن 60 دقيقة.
2. الأفلام الوثائقية : أفلام وثائقية لا تقل مدتها عن 30 دقيقة.
3. الافلام القصيرة : الفيلم القصير لا تزيد مدته عن 30 دقيقة.

### التركيز على البلدان
كل عام في دهوك IFF يجلب مواهب معينة من مختلف البلدان إلى التركيز ، بهدف إنشاء شبكة مع الدولة في دائرة الضوء. 
- 2012 التركيز ايطاليا .
- 2013 التركيز ألمانيا
- 2015 التركيز فرنسا
- 2016 التركيز على دول الشمال
- 2019 الشرق الأوسط [8]
- 2021 التركيز أفغانستان [2]

## الجوائز الرسمية
كرم مهرجان دهوك السينمائي الدولي منذ تأسيسه العديد من صانعي الأفلام والمواهب الكردية والدولية. لقد رفعت المسابقة والجوائز من مكانة الفائزين وجعلت من مهرجان (دهوك IFF) وجهة لاكتشاف أفضل السينما في المنطقة.

### مسابقة السينما العالمية
قيمة الجوائز المادية
- جائزة يلماز غوني لأفضل فيلم روائي طويل دولي. (10.000.000 دينار عراقي)
- جائزة المواهب الجديدة لأفضل فيلم طويل دولي أول أو ثاني. (5.000.000 دينار عراقي)
- جائزة أفضل فيلم وثائقي عالمي (5.000.000 دينار عراقي).
- جائزة أفضل فيلم قصير دولي. (5.000.000 دينار عراقي)

### مسابقة السينما الكردية
- جائزة أفضل فيلم كردي طويل. (10.000.000 دينار عراقي)
- جائزة لجنة التحكيم لأفضل مخرج كردي لفيلم روائي طويل. (5.000.000 دينار عراقي)
- جائزة أفضل نص كردي. (4.000.000 دينار عراقي)
- جائزة أفضل ممثل لفيلم روائي كردي. (3.000.000 دينار عراقي)
- جائزة أفضل ممثلة لفيلم روائي كردي. (3.000.000 دينار عراقي)
- جائزة أفضل فيلم وثائقي كردي. (5.000.000 دينار عراقي)
- جائزة مديرية سينما دهوك لأفضل فيلم قصير لمخرج كردي. (8.500.000 دينار عراقي)
- جائزة معهد جوته لأفضل مخرج لفيلم قصير (عن فيلم جديد) (5.000.000 دينار عراقي).
- جائزة لجنة تحكيم الفيلم القصير لفيلم قصير. (1.500.000 دينار عراقي)
- جائزة مدينة دهوك لأفضل فيلم طويل تم تصويره في منطقة بهدينان برعاية حكومة مدينة دهوك. (10.000.000 دينار عراقي)
- جائزة جمعية الكاتب الكردي لأفضل فيلم شتات كردي. (4.000.000 دينار عراقي)

## روابط خارجية
- صفحة Duhok IFF الرسمية على Google
- Duhok IFF Official Youtube Channel. قناة دهوك الرسمية على اليوتيوب
- Duhok IFF on Flicker
- Duhok IFF على Instagram